# Kézilabda az 1984. évi nyári olimpiai játékokon
Az 1984. évi nyári olimpiai játékokon a kézilabdatornákat július 31. és augusztus 11. között rendezték.

## Éremtáblázat
| Az 1984. évi nyári olimpiai játékok éremtáblázata kézilabdában | Az 1984. évi nyári olimpiai játékok éremtáblázata kézilabdában | Az 1984. évi nyári olimpiai játékok éremtáblázata kézilabdában | Az 1984. évi nyári olimpiai játékok éremtáblázata kézilabdában | Az 1984. évi nyári olimpiai játékok éremtáblázata kézilabdában | Olimpia  |
| -------------------------------------------------------------- | -------------------------------------------------------------- | -------------------------------------------------------------- | -------------------------------------------------------------- | -------------------------------------------------------------- | -------- |
|                                                                | Ország                                                         | Arany                                                          | Ezüst                                                          | Bronz                                                          | Összesen |
| 1.                                                             | Jugoszlávia (YUG)                                              | 2                                                              | 0                                                              | 0                                                              | 2        |
| 2.                                                             | NSZK (FRG)                                                     | 0                                                              | 1                                                              | 0                                                              | 1        |
|                                                                | Dél-Korea (KOR)                                                | 0                                                              | 1                                                              | 0                                                              | 1        |
| 4.                                                             | Románia (ROU)                                                  | 0                                                              | 0                                                              | 1                                                              | 1        |
|                                                                | Kína (CHN)                                                     | 0                                                              | 0                                                              | 1                                                              | 1        |
|                                                                |                                                                |                                                                |                                                                |                                                                |          |
| Összesen                                                       | Összesen                                                       | 2                                                              | 2                                                              | 2                                                              | 6        |

## Érmesek

### Férfi torna
| Az 1984. évi nyári olimpiai játékok érmesei férfi kézilabdában | Az 1984. évi nyári olimpiai játékok érmesei férfi kézilabdában | Az 1984. évi nyári olimpiai játékok érmesei férfi kézilabdában | Az 1984. évi nyári olimpiai játékok érmesei férfi kézilabdában |
| --- | --- | --- | -------------------------------------------------------------- |
| Arany | Ezüst | Bronz |                                                                |
| Jugoszlávia (YUG) | NSZK (FRG) | Románia (ROU) |                                                                |
| Zlatan Arnautović Mirko Bašić Jovica Elezović Mile Isaković Pavle Jurina Milan Kalina Slobodan Kuzmanovski Dragan Mladenović Zdravko Rađenović Momir Rnić Branko Štrbac Veselin Vujović Veselin Vuković Zdravko Zovko | Jochen Fraatz Thomas Happe Arnulf Meffle Rüdiger Neitzel Michael Paul Dirk Rauin Siegfried Roch Michael Roth Ulrich Roth Martin Schwalb Uwe Schwenker Thomas Springel Andreas Thiel Klaus Wöller Erhard Wunderlich | Mircea Bedivan Dumitru Berbece Boros József Alexandru Buligan Gheorghe Covaciu Gheorghe Dogărescu Marian Dumitru Cornel Durău Alexandru Fölker Nicolae Munteanu Vasile Oprea Adrian Simion Vasile Stîngă Neculai Vasilcă Maricel Voinea |                                                                |

### Női torna
| Az 1984. évi nyári olimpiai játékok érmesei női kézilabdában | Az 1984. évi nyári olimpiai játékok érmesei női kézilabdában | Az 1984. évi nyári olimpiai játékok érmesei női kézilabdában | Az 1984. évi nyári olimpiai játékok érmesei női kézilabdában |
| --- | --- | --- | ------------------------------------------------------------ |
| Arany | Ezüst | Bronz |                                                              |
| Jugoszlávia (YUG) | Dél-Korea (KOR) | Kína (CHN) |                                                              |
| Svetlana Anastasovska Alenka Cuderman Svetlana Dašić-Kitić Slavica Đukić Dragica Đurić Mirjana Đurica Emilija Erčić Ljubinka Janković Jasna Kolar-Merdan Ljiljana Mugoša Svetlana Mugoša Mirjana Ognjenović Zorica Pavićević Jasna Ptujec Biserka Višnjić | Kim Gjongszun (Kim Gyeong-Sun) I Szuni (Lee Sun-I) Csong Höszun (Jeong Hoe-Sun) Kim Miszuk (Kim Mi-Suk) Han Hvaszu (Han Hwa-Su) Kim Okhva (Kim Ok-Hwa) Kim Cshullje (Kim Chun-Rye) Csong Szunbok (Jeong Sun-Bok) Jun Bjongszun (Yun Byeong-Sun) I Jongdzsa (Lee Yeong-Ja) Szong Gjonghva (Seong Gyeong-Hwa) Jun Szugjong (Yun Su-Gyeong) Szon Mina (Son Mi-Na) | Csen Csen (Chen Zhen) Kao Hsziu-min (Gao Xiumin) Ho Csien-ping (He Jianping) Li Lan Liu Li-ping Liu Jü-mej (Liu Yumei) Szun Hsziu-lan (Sun Xiulan) Vang Lin-vej (Wang Linwei) Vang Min-hszing (Wang Mingxing) Vu Hszin-csiang (Wu Xingjiang) Csang Vej-hung (Zhang Weihong) Csang Pej-csün (Zhang Peijun) Csu Csüe-feng (Zhu Juefeng) |                                                              |